# Pleasant Hill (comté de Polk, Texas)
Pour les articles homonymes, voir Pleasant Hill.
Pleasant Hill est une census-designated place située dans le comté de Polk, dans l’État du Texas, aux États-Unis. Sa population s’élevait à 522 habitants lors du recensement de 2010.